# Antje Heilig
Antje Heilig es una deportista alemana que compitió en remo. Ganó una medalla de bronce en el Campeonato Mundial de Remo de 1993, en la prueba de ocho con timonel.

## Palmarés internacional
| Campeonato Mundial | Campeonato Mundial       | Campeonato Mundial | Campeonato Mundial |
| Año                | Lugar                    | Medalla            | Prueba             |
| ------------------ | ------------------------ | ------------------ | ------------------ |
| 1993               | Račice (República Checa) | Medalla de bronce  | Ocho con timonel   |